# 家庭用電気治療器調整技能士
家庭用電気治療器調整技能士（かていようでんきちりょうきちょうせいぎのうし）とは、国家資格である技能検定制度の一種で、かつて都道府県職業能力開発協会が実施していた、家庭用電気治療器調整に関する学科及び実技試験に合格した者をいう。
受検者減少により2007年（平成19年）10月31日に家庭用電気治療器調整職種の技能検定は廃止された。